# Балонь
Балонь (словац. Baloň, угор. Balony) — село, громада в окрузі Дунайська Стреда, Трнавський край, Словаччина. Кадастрова площа громади — 16,07 км². Населення — 753 особи (за оцінкою на 31 грудня 2017 р.).
Перша згадка 1252 року.

## Географія
Протікають канал Міліновіце-Врбіна і Хотарний канал.

## Населення
| Рік:            | 1994. | 2004.   | 2014.   | 2024.   |
| --------------- | ----- | ------- | ------- | ------- |
| Кількість осіб: | 736   | 777     | 745     | 722     |
| Різниця:        |       | +5,57 % | -4,11 % | -3,08 % |

| Рік:            | 2023. | 2024.   |
| --------------- | ----- | ------- |
| Кількість осіб: | 737   | 722     |
| Різниця:        |       | -2,03 % |